# 于佳宁
于佳宁，中国人民大学经济学博士，数字经济研究学者。他曾任工业和信息化部信息中心工业经济研究所所长，现任中国通信工业协会区块链专委会副主任、火币大学校长、中国通信工业协会区块链专委会副主任、中国计算机学会区块链专委会委员、海南自贸区区块链试验区特聘专家等职务。

## 出版作品
于佳宁是工信部信息中心发布的《2018年区块链产业白皮书》编写委员会的主任。于佳宁还著有《谈网论道——中国信息通信业研究心得》、《中国艺术品投资概论》等作品。